# 竹林はるか遠く-日本人少女ヨーコの戦争体験記
『竹林はるか遠く－日本人少女ヨーコの戦争体験記』（たけばやしはるかとおく－にほんじんしょうじょヨーコのせんそうたいけんき、原題: 英語: So Far from the Bamboo Grove）は、日系米国人作家のヨーコ・カワシマ・ワトキンズによる自伝的小説。1986年（昭和61年）にアメリカで出版された。
作者のヨーコ自身が11歳だった第二次世界大戦の終戦時に体験した朝鮮半島北部の羅南（）から京城（）、釜山（）を経て日本へ帰国する際の、朝鮮半島を縦断する決死の体験や、引揚後の苦労が描かれている。戦争の悲惨さを訴える資料として、また、アメリカ合衆国での中学校用の副教材として多くの学校で使用されている。

## 著者について
本書の著者ヨーコ・カワシマ・ワトキンズは、後の本人の語るところや日本語版によれば、1933年（昭和8年）に青森で生まれ、生後六ヶ月で南満州鉄道 (満鉄) に勤務する父に連れられ、家族で朝鮮北部の羅南 (現在の北朝鮮・咸鏡北道清津市) に移住した。
朝鮮・咸鏡北道で11歳まで過ごす。1945年（昭和20年）、日本の敗戦が濃厚になると、母親と姉とともに避難を開始し、京城（）を経由して日本へ逃れる。離れ離れになった兄とも後に再会を果たす。
帰国後、京都市内の女学校に入学。働きながら勉学に励み1949年卒業。既に奨学金を得て、女学校の推薦で参加していた京都大学で夜間開かれていた英語コースで英会話と英文学を学び続ける。修了後、米軍基地で通訳として勤務していたが結婚し、その後1955年に渡米。米国で子をなした。アメリカの子供たちに日本文化を伝える活動に従事。1976年（昭和51年）になってヨーコは兄の当時の逃避の詳細について兄に問い、その後まもなく兄は亡くなったとする。
自身らと兄の逃避行の様子を1986年（昭和61年）に本書にまとめた。この物語の続編にMy Brother, My Sister, and I がある。
2021年（令和3年）12月、著者ヨーコ・ワトキンズはマサチューセッツ州ブリュースターの自宅で亡くなる。

## あらすじ
川嶋一家5人は朝鮮半島東北部の町・羅南（）で、戦時下ではあるが、それなりに平和に暮らしていた。1945年（昭和20年） のある日 （4月以降）、擁子（）と好（）は慰問に訪れた軍病院で、負傷兵松村（）伍長と知り合う。数週間後、松村伍長は川嶋家をお礼に訪れ、その後もたびたび訪れ、川嶋一家と親密となる。この頃、朝鮮半島北部にもB-29が爆撃に時々現れ、また、日本敗北の気配を読み取って、半島内に反日朝鮮人、共産主義同盟、朝鮮共産党軍が組織されつつあった。
1945年7月29日深夜、松村伍長がソ連軍が侵攻してくることを一家に伝え、すぐに町を脱出することを勧める。父と兄の淑世（）は不在だったが、ソ連軍は既に近くに迫っており、2人に連絡する時間はもはやなく、書置きを残して、母と擁子と好の三人は最低限の荷物と財産を持って、松村伍長の勧めどおり赤十字列車に乗って羅南を脱出した。列車はその後京城（）まで70キロの地点で爆撃に遭い、機関車が破壊されたので、三人は列車を降り、徒歩にて京城を目指す。しかし半島内は既に、ソ連軍と呼応した、朝鮮共産党軍の兵士によって、北から南へ逃走中の日本人は殺害され、日本人の遺体は金歯を引き抜かれ身ぐるみ剥がされ、日本人の土地家屋財産などが奪われる状態だった。三人も共産党軍の兵士に襲われ、危うく略奪･性的暴行を受けるところであった。三人は京城に着くが、そこでも現地人らがときに日本人女性を見つけるとに草むらや路地裏に引きずりこんで強姦する有り様だった。
そのため、兄を朝鮮半島に残すことになっても、先に三人は日本に帰国すべく釜山を目指すことにした。しかし、釜山についても酔った暴徒らに女性らが襲われ、彼らを怒らせれば日本人が集まっていた避難所を攻撃されるということで、周囲にいた日本人難民らは反撃もできず、悲鳴を聞いても黙って耐えるという状態だった。一方、羅南にほど近い弾薬工場で働いていた兄は8月初め頃、工場が朝鮮人共産軍に襲われたことをきっかけに脱出を決意、家族が京城に向かったのを知って、友人らと南に向かう。8月17日端川に近づいたあたりでソ連兵と遭遇、端川では共産党本部から仕事を得て労務作業に従事、給料を受け取ると、元山（日本と往来する船便のある港町）に向かい、さらに友人らと別れて京城に向かう。
擁子達三人は、衣食住は極貧であったが、赤十字病院やアメリカ軍の残した残飯を漁ったり、髪を切り男装したりと知恵を絞り、何とか無事に生き残り、秋に連絡船で福岡に帰国する。ところが、帰国後も彼女たちを待ち受けたのは、夢に見た美しい祖国ではなかった。唯一空襲を受けずに済んだ京都へ出向くが、期待していた父母両方の祖父母が青森で空襲で死亡したことが分かり、さらに京都駅で母が病死する。孤児となった擁子と好は、必死で残飯をあさり、駅で野宿して生き延びる。母の願いで学校にだけは通いつづけるが、そこでは貧しい擁子に心無い言葉を浴びせる裕福な子供達が待ち受けていた。
しかし、親切な増田（）夫妻と、再会した松村伍長の支えで、姉妹で働きながら何とか生活基盤を整えていった。父と兄が生きていることだけを信じて、毎週末舞鶴港で、朝鮮からの避難民の中から兄を探した。松村伍長の計らいで、ラジオで探し人として、父と兄の名前が呼ばれた。そんなある春の日、朝鮮風の格好をした男性が、彼女達の家をたずねて来た…。

## 登場人物
川嶋 擁子（）
この物語の主人公にして作者。11歳の少女。ヨーコとも記される。あだ名は「小っちゃいの」。
川嶋 好（）
擁子の姉、淑世の妹。女学生。16歳。勝気なしっかり者。頼りない母を支える。
川嶋 淑世（）
擁子と好の兄。18歳。予科練を希望するも筆記試験に落ち、代わりに週6日、家から離れた兵器工場で住み込みで働く。その頃に朝鮮人共産党軍の襲撃やソ連軍の侵攻が起こり、家族と離れ離れになる。
川嶋 良夫（）
父親。南満州鉄道社員。ソ連軍侵攻時は家に不在で、家族と離れ離れになる。その後6年間シベリア抑留される。職業柄、一家は裕福な方で、子供たちにも書道や日本舞踊など習い事をさせることができた。出身は青森。
母
ソ連軍侵攻時、擁子と好を連れ、京城（）を目指し、満州国境から80キロの朝鮮東北部の町・羅南を脱出する。出身は青森。
松村（）伍長
負傷兵。擁子と好が小学校の催しとして慰問の演劇のために訪れた軍病院で知り合う。その後、一家にソ連軍侵攻をいち早く伝え、脱出の機会を与える。日本では絹織物業を営む富裕な身分。日本語版の作者あとがきによれば、家族と彼の名だけが実名で、あとは偽名にしてあるという。
龍（）少佐
日本軍の軍医（日本人）。やはり擁子と好が慰問の演劇のために訪れた軍病院で出会った軍医。主人公とその家族が羅南を脱出しようとしたときに、主人公家族らが駅で列車に乗車できるよう口利きをして助ける。
浅田（）先生
擁子の通う京都の女子学校の担任教師。
内藤（）さん
学校の用務員。吃音がある。学校での擁子の唯一の話し相手。貧しい擁子に何かと手を貸す。
増田（）さん
京都の下駄工場の奥さん。京都駅で、朝鮮からの避難民として姪が戻るのを待ち続けている際、母が病死し二人きりとなった擁子と好に同情して、住む場所として工場の倉庫を貸し与える。

## 受賞歴
この著作により、作者は1998年（平成10年）、ボストン公共図書館の推奨児童文学者(Literary Lights for Children)に選定され、アメリカの平和団体「ピース・アビー(Peace Abbey)財団」から「The Courage of Conscience Award」を受賞している。

## 韓国人・韓国系アメリカ人による糾弾運動
2005年に韓国で『ヨーコ・イヤギ』（"ヨーコ物語"）が出版されたとき、「なぜ日本と中国ではこの本の出版が禁止されたのか」というキャッチコピーの効果もあり、好調な売れ行きであり、目立った社会的反動も起こらなかった。
この時期の韓国の書評も、作品を肯定的に受けとめ、あるものでは反戦的さらには植民地政策に批判的とまで解釈して紹介している
。
しかし2007年になると、英語の原作がアメリカの教科で使用されていることに対する韓国系の父兄の反発が顕著化し、この「ヨーコ物語論争」に加わった韓国メディアも批判に転じた。作者の「自伝」は捏造なのではないかと論じられ、事実の歪曲・誤認とみられる点が追及された。作者が米国帰化の際に提出したという書類に対する偽造疑惑、果ては作者の父親は731部隊に所属した戦犯だったのではないかと疑う主張まで登場し、韓国における訳本の出版社も販売を中止された。
韓国国内にも、（作品の後半部分は日本帰国後の苦しみを記述していることもあり）戦争の悲惨さを訴えている作品であり、あえて朝鮮人のみを悪く言っているわけではない、という意見が新聞で報じられている。

### 米国における教材使用禁止運動
この本には、終戦直後に避難民と化した日本人女性に性的暴行を行った朝鮮人の記述があったため、韓国系アメリカ人の生徒や父兄の反発を買い、2006年（平成19年）9月頃を皮切りに、禁止運動に発展した。
作者の地元ボストンの近郊地区では、2006年11月、いったん使用停止処分となっている。ボストンの地元紙では、韓国系アメリカ人の生徒の保護者全体として「人種差別的かつ露骨な性描写」と要約した。同じひとりの父親の発言として、韓国人の男性は女性は暴行するものだという先入観が生まれてしまう危惧と、この年齢層にレイプ内容は刺激的すぎるという批判が掲載されている。他方、作品を非常に評価する韓国系生徒の発言もあった。また一般の生徒の母親や教師からは、作品や作者の招請講義を強く支持する意見も出た。委員会は全員一致で教材使用を停止したが、委員長は、作品の発禁処分ではなく、史観の偏りをただす補足説明時間の工面困難という、実践上不可能判断だ、と説明した。その後、2007年1月の学校協議会で再検討がされ、この地区では授業を修正したうえで教材としての使用が再開された。
韓国系の児童保護者によるこの本の教材使用禁止運動は、同時にニューヨークなどで起こっており、ある学校では、ひとりの生徒が「誤った記述」の本が学習させられていると登校拒否の抗議にでると、2006年9月の時点で即刻、教材を撤回した。また、訴えを受けて韓国領事館も介入し、政界や出版業界に是正要請の接触を図り、米教育当局へ嘆願書を提出するなど、活発なロビー活動が行われた。外交通商部もマサチューセッツ州当局に対し是正要求を行った。
また、韓国系アメリカ人からは、この小説は終戦間際の本当の体験談ではなく、捏造ではないかと疑問視する声が聞こえ始め、同意見の声も一部の教育者側に現れ始めた。史実の歪曲を理由に、マサチューセッツ州ボストン近郊カトリック系の学校と私立校の2校がこの本の教材使用を停止している。この私立校の教師はこの教科書問題についての論文を発表しており、The English Journal 誌に掲載されている。

#### 作者及び家族の出自･経歴に対する疑問
学校教材としての採用するかについて問題が紛糾したため、生徒の親たちが、作者の「父はオックスフォード大学を出た」との発言を確認しようとしたこともあるが、オックスフォード大学の記録に名前を見つけ出すことはできなかったという。
この抗議活動の渦中、韓国の聯合ニュース発でヨーコの父親の731部隊の幹部疑惑まで報道された（詳細は「聯合ニュース#問題記事#ヨーコ・カワシマ・ワトキンズの父親に関する報道」参照）。産経新聞の黒田勝弘は、この話を憶測にすぎないとしている。
ヨーコ自身の著作にあるヨーコ自身の出生地やヨーコの父の職業が版によって変わっていること、ヨーコが米国移住前の1952年に取得したとして取材陣に写真を示した日本での戸籍の記載に小説と食い違う点があることから、聯合ニュースは、ヨーコに父の職業や出生地について何度か取材を申し入れたが、応じてもらえなかったとした。

#### 歴史的事実に関する作品内容に対する疑問
一部の韓国紙や、在米韓国系の学生・保護者は、この体験談は捏造であると示唆・主張し、その根拠として辻褄の合わない歴史的誤謬があるとする。具体的には (1) 朝鮮半島ではヨーコが住んでいた緯度の地域では竹は生えない、(2) 米軍の韓国爆撃は1945年7月・8月時点では開始されていない、(3) 朝鮮の共産党兵が突入したのは1945年9月初頭以降、などを挙げている。詳細は以下の通り。

##### 竹林
作者は韓国紙に、家を囲む竹は木立ではなく、「細くて狭いが背の高い笹（原文：bamboo grass）」だったと語った。韓国紙は、それでは本のタイトルとは一致せず、また、飛行機が低空飛行してきたとき、bambooがcracking noisesをたてたと書いていることから竹だと思われることを指摘し、作者は説明を微妙に変えていると評価している。

##### 米軍爆撃機
ヨーコがこれを1945年7月の時点でB-29を目撃した（「エノモトさん」にその機種だと教わる）という作中の記述について、韓国メディアの取材で、米当局にも支持されている韓国歴史家の主張として、7月、8月のこの時期に米国が北朝鮮地域を爆撃したことはないとの疑問を投げかけられたが、作者は、見たのはB-29かもしれないし、ひょっとするとロシア機だったかもしれない、自分は飛行機のことは何も知らないからとの説明をしている。
ヨーコが乗った赤十字列車の停車は空爆によるものだったが、作中では単に頭上に飛行機音が聞こえたとあり米軍機だとはされてはいない。「朝鮮日報」（英語版）ではロシア機の爆撃ではないことを前提に列車が米軍機の爆撃を受けたというのは時期が合わないと報じている。場所はソウルに到達するまであと45マイル（70km）の地点で、主人公らはその後、迷子になったり爆撃機から隠れたりしながらも線路伝いに歩いてソウルに向かうが、その後も爆撃に遭遇、とくに歩き出してから9日目の爆撃ではヨーコは耳に障害を負う。その後、ソウル近郊か38度線あたりと思われる検問所で、診察した医師にヨーコはこの最後の爆撃遭遇を６日前のことだと説明していて、また、一行はその日、他の避難民から、今日は８月16日だ、広島・長崎には原爆が落とされ町はめちゃくちゃだとの話を聞いている。（つまり、最初の赤十字列車への爆撃は8月9日のソ連参戦開始の何日も前に起こったことになる。）

##### 抗日共産軍の介在
主人公一行らは避難中に赤十字列車の爆撃の9日後に朝鮮人の武装兵に遭遇し襲われかけるが、作者は「朝鮮人の共産兵」（ "Korean Communist soldiers"）としている。共産主義者が非難対象にされているのは、作品が出版された冷戦時代の産物だとの指摘もなされている。作者も彼らが絶対に共産兵であるとは断定しきれない事は認めている。ソウルに着いた後、自分らが発った羅南などの地域はすでに共産主義者の掌中にあると周囲から言われたことでそのように合点したものだと説明、しかし同時に、北朝鮮人で軍人であったとはしている。
また、序章では、朝鮮人らが「抗日共産軍」（ "Anti-Japanese Communist Army"）を結成している、と作者は母親から伝えられている。これは朝鮮人民軍としか解釈の余地がなく、1945年にはまだ正式に組織されていない軍の目撃談は歴史の歪曲であるとする論陣が張られ、そうした作者への追及や報道がなされた。
ヨーコが目撃した朝鮮人の戦闘員については、例えばハーバード大学のカーター・エッカート教授も、正式に組織された共産軍はこの頃はないはずだとするが、羅南あたりにも地域に分散した共産党分子は活動していたかもしれない、と、完全否定はしていない。ただし、エッカートは、もし「抗日共産軍」がいたとすれば、ソ連傘下で満州に待機していたキム・イルソン率いるゲリラ部隊であるが、これが朝鮮入りしたのは9月初頭であるという認識を示している。
「朝鮮共産党軍の兵士」（"Korean Communist soldiers"なので「朝鮮人共産軍兵」ともとれる）の死体からは軍服がはぎとられ、ヨーコと母・姉は変装に使用しているが、この点についても、韓国メディアは「人民解放軍」以外の解釈はできないとし、組織されていない軍のユニフォームなど当時は存在しないので虚偽である、という報道をしている。なお、作品中では、終戦直後の8月16日に一行がソウル近くに達したとき、周囲の朝鮮人らが一行の着ている服を既に共産軍兵士の軍服と見知っているような形で描かれている。

##### レイプ事件の目撃
ヨーコの姉コーがソウルで複数の日本人女性に対するレイプ事件を見かけたため、コーの意見で兄ヒデヨとの合流を諦め日本に帰国するために2日ほどかけて釜山に移動する。そこで、日本海軍が使っていた倉庫に、出航を待つ日本人が大量に泊まっていたが、独立記念式典が開かれた日に、朝鮮人男性に日本女性らが半ば公然とレイプを受ける場面がある。しかし、日本軍の武装解除が行われたのは終戦後何週間も後のことであるため、このようなことが実際に起こったとは疑わしいとする韓国紙の報道がある。

## 韓国語版
韓国では2005年 (平成17年) に『요코 이야기 (ヨーコ・イヤギ、"ヨーコ物語")』として訳出され、当初はまずまずの評価だったが、後に「ヨーコ物語論争」が炎上したため版元は発売中止した。

## 日本語版
遅れて日本語版『竹林はるか遠く──日本人少女ヨーコの戦争体験記』は2013年（平成25年）7月19日にハート出版より発売。続編の、My Brother, My Sister, and I は、2015年（平成27年）に『続・竹林はるか遠く-兄と姉とヨーコの戦後物語』という邦題でハート出版から発売された。
この続編の「訳者あとがき」で、翻訳者により、訳者は1993年に米国で作者と知り合い、その後しばらくして日本で英語授業のために生徒と原書を訳していたことがきっかけで作者来日時に翻訳を担当することになったものの、日本語版の出版が決まるまで20年近くかかったこと、また、両書籍の翻訳では細かいところまで作者に質問をして、できるだけ、その時々の作者像の表現を心掛けたことが述べられている。
著者は、それまでの度重なる批判もあり、日本語版の『竹林はるか遠く』の出版では、その「日本語版刊行に寄せて」では「自身の体験を書いた自伝的小説に過ぎない」とし、さらに続編の「日本語版刊行に寄せて」では続編も前作同様に「自身の体験を元にした自伝的小説」としている。

## 書誌情報

### 英語版
- Yoko Kawashima Watkins (April 1986). So Far from the Bamboo Grove. William Morrow & Co.. ISBN 0-688-06110-9
- Yoko Kawashima Watkins (September 1987). So Far from the Bamboo Grove. Puffin. ISBN 0-14-032385-6
- Yoko Kawashima Watkins (May 1994). So Far from the Bamboo Grove (Paperback ed.). HarperCollins. ISBN 0-688-13115-8
- Yoko Kawashima Watkins (May 1994). So Far from the Bamboo Grove. Perfection Learning. ISBN 0-7807-4052-1

### 日本語版
- ヨーコ・カワシマ・ワトキンズ 著＆監訳『竹林はるか遠く──日本人少女ヨーコの戦争体験記』都竹恵子 翻訳、ハート出版、2013年7月19日。ISBN 978-4-89295-921-9。

### 朝鮮語版
- ヨーコ・カワシマ・ワトキンズ [요코 가와시마 왓킨스] 著、ユン・ヒョンジュ [윤현주] 訳（朝鮮語）『요코 이야기』文学洞内 [문학동네]、2005年4月29日。ISBN 89-8281-949-5。

### 続編
- 続・竹林はるか遠く-兄と姉とヨーコの戦後物語